# Pueblillo
Pueblillo, es una localidad del municipio de Papantla, del norte del estado de Veracruz (México).

## Localización
La altitud  es de 80 m s. n. m.[[Media:]]
Las localidades colindantes son: al norte con las comunidades de Cuyuxquihui y Allende, al noroeste con Primero de Mayo, al oeste con Tres Naciones, Martinica, al Sureste esta la Localidad de Joloapan, Vista hermosa de Juárez, al sur colinda con Veinte de Noviembre, al este con el Plan de Limón y Finca Ballesteros, y por el noreste con la localidad de Benito Juárez, El Suspiro, Allende, Cerro Blanco, Miguel Alemán, Insurgentes. Los anexos del ejido son: Valsequillo, Finca la Escondida, Población de Fenicio González, el Porvenir número 2 y Mesa Chica la Gloria.

## Superficie
El ejido Pueblillo cuenta con una superficie parcelada de 6044 ha; de estos, 127 ha corresponden a la superficie de asentamiento humano. El ejidatario con menor superficie, en promedio, tiene 10 ha y el de mayor superficie cuenta con 12 ha. 

## Orografía
La localidad se encuentra ubicada en la zona norte del Estado, sobre las faldas del conjunto montañoso de la Sierra Madre Oriental, la cual recibe el nombre local de Sierra de Papantla; la topografía es llanuras, con cerros de poca altura como el cerro del Caracol, mantiene una orografía accidentada y una de sus características es que gran parte de la zona poblada es arenal y sus periferias son terrenos arcillosos, además de que está rodeada por arroyos como el cazuelas, el indio y por el río Jolopan (vertiente del río Tecolutla).

## Historia

### Los orígenes
Pueblillo se localiza aproximadamente a 35 km de la zona arqueológica del Tajin y se encuentra a tan solo 10 km de la zona arqueológica Cuyuxquihui. A ellos debemos remontarnos pues hay existen evidencias claras de que el territorio que hoy ocupa Pueblillo fue en un principio poblada por hombres y mujeres Totonacas de ahí “…la existencia de gran cantidad de objetos prehispánicos hallados en los potreros y siembras de la congregación, entre los cuales destacan caritas sonrientes, metates, ídolos o figurillas de animales y personajes que seguramente desempeñaron un papel trascendente en la sociedad de ese momento" 

### La Fundación
No se sabe con exactitud ni como, ni cuando ni de donde provinieron sus antiguos habitantes, lo cierto es que existió una ranchería cercana a la comunidad de Cerro Blanco que se llamó Pueblillo Viejo, los ancianos aseguran que fue en este lugar donde llegaron algunas familias totonacas de Puebla y otras de Hidalgo y Tlaxcala. Después de permanecer un periodo desconocido de tiempo en este lugar la gran mayoría de la población sino es que la totalidad, decidió emigrar unos pocos kilómetros hacia el sur y fundar así lo que hoy se conoce como Pueblillo. 
Hasta ahora no se ha podido determinar las causas de este movimiento poblacional, pero es posible en base al contexto social y geográfico del momento postular ciertas conjeturas, es probable que las condiciones orográficas, geológicas e hidrográficas del nuevo asentamiento hayan sido mucho mejores que las del antiguo. Una hipótesis de mayor apego a la realidad es que el desplazamiento se haya realizado por órdenes del español y señor latifundista Diego Mora. Esta suposición parece ser la más correcta puesto que tanto Pueblillo Viejo como el nuevo Pueblillo estaban enclavados dentro de los terrenos del feudo. 
Al ubicarnos en la línea del tiempo, se cree sobre la base de los testimonios de los ancianos que la fundación de Pueblillo ocurrió entre los años 1830 y 1840, incluso hay quienes afirman que fue en 1800 y 1820 que se fundó Pueblillo Viejo y Pueblillo respectivamente.

### Etapa de la Independencia
Como se mencionó anteriormente Pueblillo estaba ubicada dentro de las propiedades del latifundista Diego Mora, a ciencia cierta no se sabe con precisión la fecha en que este hombre vende su basta propiedad a las señoritas Rosa y Guadalupe Villegas Campo quienes figuran como las dueñas de la hacienda “San Migue del Rincón” hasta en el momento de su expropiación en 1925. Tampoco se sabe pero es alta la probabilidad de que gente pueblillana se haya incorporado a las filas guerrilleras del caudillo Serafin Olarte (1767-1820) durante la época de independencia, finalmente eran ellos quienes padecían las humillaciones de los terratenientes españoles, por tanto, había razones suficientes para levantarse en armas.

### Etapa de la Revolución
Pueblillo formó parte de las tierras de la hacienda de Joloapan, sus pobladores trabajaban las tierras tabacaleras y cañeras como peones. Estos hacendados dominaban estas tierras y sometieron por varias décadas a los pobladores a base de presión y violencia, con cobro de altos impuestos y de fuertes multas, castigos o hasta la muerte a aquellos que se resistieran. 
Fue así como puebllillanos ilustres como Luis Campos y sus guerrilleros se levantaron en armas en la época de revolución y toman la hacienda de Jolopan para librar a los pobladores de aquella fuerte opresión a la que estaban sometidos

## Organización
Pueblillo se divide en 8 barrios que son:
- Divino Niño
- San Antonio
- San Judas
- Santo Entierro
- La Asunción
- San Francisco
- Santa Cruz
- La Guadalupe

## Costumbres
Pueblillo celebra su fiesta patronal el 15 de agosto en honor a Asunción de María, los festejos comprenden de procesiones, feria de juegos mecánicos, jaripeos, quema de juegos pirotécnicos, baile como cierre de feria.
En Navidad se acostumbra realizar las posadas por barrios, donde cada uno recibe a los peregrinos y ofrece ponche, tamales y pan, algunos preparan sorpresas y se crea un ambiente de convivencia muy grato.